# Entoloma albidum
Entoloma albidum är en svampart som beskrevs av Murrill 1917. Entoloma albidum ingår i släktet Entoloma och familjen Entolomataceae.   Inga underarter finns listade i Catalogue of Life.